# Mateo Alonso
Mateo Rufino Alonso (Buenos Aires, 11 agosto 1878 – Buenos Aires, 12 luglio 1955) è stato uno scultore argentino.

## Biografia
Allievo di Venancio Vallmitjana nell'Instituto de Bellas Artes de La Lonja di Barcellona, fu autore del celeberrimo Cristo Redentore delle Ande sul passo della Cumbre.